# Sing for You (EP)
Albums de EXO
Exodus
(2015) Ex'act
(2016)
Singles
1. Lightsaber
Sortie : 11 novembre 2015
2. Sing for You
Sortie : 10 décembre 2015
3. Unfair
Sortie : 10 décembre 2015

Sing for You est le quatrième EP du boys band sud-coréano-chinois EXO, sorti le 10 décembre 2015 sous SM Entertainment et distribué par KT Music. C'est le second mini-album ayant pour thème Noël (le premier étant Miracles in December).

## Contexte et sortie
Le 24 novembre 2015, SM Entertainment a confirmé du second mini-album d'hiver du groupe après Miracles in December. Les images teasers de l'album ont commencé à être dévoilées le 2 décembre. L'EP inclut quatre nouvelles chansons et un titre bonus "Lightsaber", sorti le 11 novembre. Le 10 décembre, le mini-album est sorti.
Une partie des recettes de leur mini-album d'hiver ont été versées à la campagne "Smile for U" de l'UNICEF.

## Promotion
Peu de temps après sa sortie, EXO a organisé un showcase devant 1 500 personnes pour la promotion de l'album au Lotte World à Séoul. L'événement a été diffusée en direct via l'application mobile V et a ensuite établi un record comme étant l'événement le plus regardé sur cette application. Le groupe a proposé deux chansons-phares "Sing for You" et "Unfair" et les ont interprétées dans différentes émissions musicales coréennes à partir du 12 et 18 décembre respectivement. Ils ont également ajouté ces chansons au programme de leur deuxième tournée « EXO'luXion » depuis leur concert à Singapour le 9 janvier 2016.

## Singles
Le 4 novembre 2015, EXO a annoncé la sortie de "Lightsaber", une chanson promotionnelle pour le film Star Wars, épisode VII : Le Réveil de la Force en Corée du Sud, dans le cadre du projet de collaboration entre SM Entertainment et Walt Disney. Une vidéo teaser est sortie le 8 novembre suivie de ses clips vidéos et de sa sortie numérique le 11 novembre. "Lightsaber" a été annoncé plus tard à être inclus dans le mini-album comme piste bonus le 7 décembre. EXO a interprété ce titre pour la première fois à la 17e édition des Mnet Asian Music Awards. La chanson a pris la neuvième place sur le Gaon Digital Chart.
Une vidéo teaser pour la chanson titre du mini-album a été mise en ligne le 8 décembre. Le single ainsi que ses clips vidéos sont sortis le 10 décembre en même temps que l'EP. Il prend la troisième place sur le Gaon Digital Chart.

## Ventes
Avec les deux versions combinées, Sing for You a battu le précédent record détenu par EXODUS, le deuxième album studio d'EXO. En effet, selon Hanteo Chart, ce sont les ventes les plus importantes enregistrées dès la première semaine avec un total de 267 900 exemplaires. Individuellement, les versions coréennes et chinoises de l'album ont pris la première et deuxième place respectivement dans les ventes d'albums hebdomadaires et mensuels du Gaon Chart, et ont plus tard atteint la seconde et septième place dans les ventes d'albums annuelles en 2015.

## Liste des titres
| Sing for You (Version coréenne) | Sing for You (Version coréenne) | Sing for You (Version coréenne) | Sing for You (Version coréenne)                        | Sing for You (Version coréenne) | Sing for You (Version coréenne) | Sing for You (Version coréenne) | Sing for You (Version coréenne) | Sing for You (Version coréenne) | Sing for You (Version coréenne) |
| No                              | Titre                           | Auteur                          | Producteur(s)                                          | Durée                           |                                 |                                 |                                 |                                 |                                 |
| ------------------------------- | ------------------------------- | ------------------------------- | ------------------------------------------------------ | ------------------------------- | ------------------------------- | ------------------------------- | ------------------------------- | ------------------------------- | ------------------------------- |
| 1.                              | 불공평해 (Unfair)               | Deanfluenza                     | Deanfluenza, Beat & Keys                               | 03:02                           |                                 |                                 |                                 |                                 |                                 |
| 2.                              | Sing for You                    | Kenzie                          | Kenzie, Matthew Tishler, Felicia Barton, Aaron Benward | 03:55                           |                                 |                                 |                                 |                                 |                                 |
| 3.                              | Girl X Friend                   | Je Yi-kyu, Seo-lim, Ji Ye-won   | LDN Noise, Adrian Mckinnon, Tay Jasper, Shaun          | 03:42                           |                                 |                                 |                                 |                                 |                                 |
| 4.                              | 발자국 (On The Snow)            | Ryu Da-som                      | LDN Noise, Andrew Choi, Ylva Dimberg                   | 03:23                           |                                 |                                 |                                 |                                 |                                 |
| 5.                              | Lightsaber                      | Park Chanyeol, MQ, Jung Ju-hee  | LDN Noise, Adrian Mckinnon                             | 03:05                           |                                 |                                 |                                 |                                 |                                 |
| 17:07                           |                                 |                                 |                                                        |                                 |                                 |                                 |                                 |                                 |                                 |

| Sing for You (Version chinoise) | Sing for You (Version chinoise) | Sing for You (Version chinoise) | Sing for You (Version chinoise)                        | Sing for You (Version chinoise) | Sing for You (Version chinoise) | Sing for You (Version chinoise) | Sing for You (Version chinoise) | Sing for You (Version chinoise) | Sing for You (Version chinoise) |
| No                              | Titre                           | Auteur                          | Producteur(s)                                          | Durée                           |                                 |                                 |                                 |                                 |                                 |
| ------------------------------- | ------------------------------- | ------------------------------- | ------------------------------------------------------ | ------------------------------- | ------------------------------- | ------------------------------- | ------------------------------- | ------------------------------- | ------------------------------- |
| 1.                              | 偏心 (Unfair)                   | Wang Jing Yun                   | Deanfluenza, Beat & Keys                               | 03:02                           |                                 |                                 |                                 |                                 |                                 |
| 2.                              | Sing for You (爲你而唱)         | Zhou Wei Jie                    | Kenzie, Matthew Tishler, Felicia Barton, Aaron Benward | 03:55                           |                                 |                                 |                                 |                                 |                                 |
| 3.                              | Girl X Friend (女 x 友)         | Zhou Wei Jie                    | LDN Noise, Adrian Mckinnon, Tay Jasper, Shaun          | 03:42                           |                                 |                                 |                                 |                                 |                                 |
| 4.                              | 脚印 (On The Snow)              | Lin Xin Ye                      | LDN Noise, Andrew Choi, Ylva Dimberg                   | 03:23                           |                                 |                                 |                                 |                                 |                                 |
| 5.                              | Lightsaber (光剑)               | Wang Yajung                     | LDN Noise, Adrian Mckinnon                             | 03:05                           |                                 |                                 |                                 |                                 |                                 |
| 17:07                           |                                 |                                 |                                                        |                                 |                                 |                                 |                                 |                                 |                                 |

## Classements

### Versions coréenne et chinoise
| Classements                            | Meilleure position              | Meilleure position              |
| Classements                            | Sing for You (Version coréenne) | Sing for You (Version chinoise) |
| -------------------------------------- | ------------------------------- | ------------------------------- |
| South Korea Gaon Weekly Albums Chart   | 1                               | 2                               |
| South Korea Gaon Monthly Albums Chart  | 1                               | 2                               |
| South Korea Gaon Year-End Albums Chart | 2                               | 7                               |
| Japanese Oricon Weekly Albums Chart    | 6                               | 12                              |
| Japanese Oricon Monthly Albums Chart   | 26                              | 44                              |

### Versions combinées
| Classement                      | Meilleure position |
| ------------------------------- | ------------------ |
| US Billboard World Albums Chart | 6                  |

## Ventes
| Pays               | Ventes                          | Ventes                          |
| Pays               | Sing for You (Version coréenne) | Sing for You (Version chinoise) |
| ------------------ | ------------------------------- | ------------------------------- |
| South Korea (Gaon) | 331 976                         | 176 239                         |
| Japan (Oricon)     | 20 773                          | 8 923                           |

## Prix et nominations
| Année | Prix                    | Travail nommé | Titre                                    | Résultat |
| ----- | ----------------------- | ------------- | ---------------------------------------- | -------- |
| 2016  | Gaon Chart K-Pop Awards | Sing for You  | Artist of the Year (Album) - 4th Quarter | Lauréat  |

### Programme de classements musicaux
| Chanson        | Programme        | Date             |
| -------------- | ---------------- | ---------------- |
| "Sing for You" | Music Bank (KBS) | 18 décembre 2015 |
| "Sing for You" | Music Bank (KBS) | 25 décembre 2015 |
| "Sing for You" | Music Bank (KBS) | 1er janvier 2016 |

## Historique de sortie
| Pays         | Date             | Format                   | Label                      |
| ------------ | ---------------- | ------------------------ | -------------------------- |
| Corée du Sud | 10 décembre 2015 | CD, téléchargement légal | SM Entertainment, KT Music |
| Monde entier | 10 décembre 2015 | Téléchargement légal     | SM Entertainment           |